# Liste der Bodendenkmäler in Gachenbach
Auf dieser Seite sind die Bodendenkmäler in der oberbayerischen Gemeinde Gachenbach zusammengestellt. Diese Tabelle ist eine Teilliste der Liste der Bodendenkmäler in Bayern. Grundlage ist die Bayerische Denkmalliste, die auf Basis des Bayerischen Denkmalschutzgesetzes vom 1. Oktober 1973 erstmals erstellt wurde und seither durch das Bayerische Landesamt für Denkmalpflege geführt wird. Die folgenden Angaben ersetzen nicht die rechtsverbindliche Auskunft der Denkmalschutzbehörde.

## Bodendenkmäler in Gachenbach
| Lage       | Objekt                                                                                                   | Akten-Nr.     | Bild |
| ---------- | --- | ------------- | ---- |
| (Standort) | Möglicherweise Siedlung vor- und frühgeschichtlicher Zeitstellung.                                       | D-1-7433-0041 |      |
| (Standort) | Siedlung oder Gräber vor- und frühgeschichtlicher Zeitstellung.                                          | D-1-7433-0042 |      |
| (Standort) | Untertägige mittelalterliche und neuzeitliche Teile im Bereich der Kirche von Peutenhausen.              | D-1-7433-0043 |      |
| (Standort) | Mittelalterliche und frühneuzeitliche Befunde im Bereich der Kath. Wallfahrtskirche                      | D-1-7433-0049 |      |
| (Standort) | Burgstall des Mittelalters und untertägige neuzeitliche und vermutlich mittelalterliche Teile            | D-1-7433-0118 |      |
| (Standort) | Wahrscheinlich Siedlung vor- und frühgeschichtlicher Zeitstellung.                                       | D-1-7433-0119 |      |
| (Standort) | Burgstall des Mittelalters und der Neuzeit.                                                              | D-1-7533-0026 |      |
| (Standort) | Untertägige mittelalterliche und neuzeitliche Teile im Bereich der Kirche von Weilach.                   | D-1-7533-0039 |      |
| (Standort) | Mittelalterliche und frühneuzeitliche Befunde im Bereich der Kath. Filialkirche St. Georg in Gachenbach. | D-1-7533-0040 |      |
| (Standort) | Wahrscheinlich Siedlung vor- und frühgeschichtlicher Zeitstellung.                                       | D-1-7533-0041 |      |
| (Standort) | Wahrscheinlich Siedlung vor- und frühgeschichtlicher Zeitstellung und Altweg.                            | D-1-7533-0042 |      |
| (Standort) | Siedlung vor- und frühgeschichtlicher Zeitstellung und Altweg.                                           | D-1-7533-0043 |      |
| (Standort) | Wahrscheinlich Siedlung vor- und frühgeschichtlicher Zeitstellung.                                       | D-1-7533-0044 |      |
| (Standort) | Grabhügel der Hallstattzeit. Regierungsbezirk Oberbayern                                                 | D-7-7533-0016 |      |